# Chris Pontius
Chris Pontius (Pasadena, 16 luglio 1974) è un personaggio televisivo statunitense, membro del cast di Jackass e assieme a Steve-O è conduttore dello show Wildboyz.
È anche conosciuto come Pontius, Bunny Bagnina, e Party Boy.

## Giovinezza
Chris è cresciuto facendo skate nel ranch di famiglia a San Luis Obispo. Fece la sua prima apparizione nel secondo numero del magazine di skateboard "Big Brother", mentre faceva un boardslide su un corrimano. Nel numero 8 si mostrò nudo per la prima volta, quando era ancora minorenne. Iniziò a collaborare con il giornale dal numero 9, dove scrisse l'articolo "18 ways to be an asshole" (18 modi di essere uno stronzo). Lavorò al Big Brother fino al 1999 quando venne licenziato per non aver preso parte a un tour senza preavviso.
Dopo il licenziamento fece vari lavori tra cui il cameriere nella catena di ristoranti Jamba Juice e un impiego temporaneo nell'agenzia di Charles Schwab. Lasciò anche questo lavoro senza avvertire. In seguito tornò a lavorare per il giornale, scrivendo un articolo in cui raccontava le sue esperienze da quando era stato licenziato.

## Pontius e Jackass
Si unì all'editore Jeff Tremaine e all'amico Johnny Knoxville nel team di Jackass nel 2000. Dopo la chiusura dello show, prese parte al programma Wildboyz assieme ad un altro componente del gruppo di Jackass, Steve-O.
Uno dei suoi marchi di fabbrica è il personaggio Party Boy, che indossa solo un tanga e un farfallino, personaggio ricorrente negli episodi e nel primo film di Jackass.
Party Boy si avvicina a sconosciuti con una tuta da ginnastica, per poi togliersela in un colpo solo e rimanere seminudo, e quindi ballare in modo esagitato di fronte a chiunque passi.
Il fatto di rimanere spesso senza vestiti è attribuito da Pontius stesso a un gioco che usava fare da piccolo con suo fratello. La sua abitudine a spogliarsi lo ha portato anche a correre nudo in mezzo a svariati animali nelle puntate di Wildboyz.
Secondo quanto mostrato in un episodio di MTV Cribs dedicato a tutto il cast di Jackass, Pontius vivrebbe in un furgoncino. In un episodio successivo di Cribs, Chris ha mostrato la sua vera casa al fianco della sua fidanzata.
Il 15 ottobre 2006, Steve-O e Pontius hanno preso parte al programma di wrestling WWE Raw e a un certo punto, invitati a salire sul ring, hanno pubblicizzato il loro ultimo film Jackass: Number Two. Furono interrotti dal manager Armando Alejandro Estrada, che li provocò dicendo che i loro stunt erano finti. Per provare il contrario entrambi combatterono contro Umaga, ma persero.

## Curiosità
- È apparso nudo per un servizio fotografo per Playgirl.
- Pontius è sposato con Claire Nolan dall'ottobre 2004.
- Suona in una band rock, il cui primo singolo, "Karazy" compare anche nella colonna sonora di Jackass: Number Two.
- È nel cast del film Somewhere di Sofia Coppola del 2010